# 堀江有里
堀江 有里（ほりえ ゆり、1968年8月19日 - ）は、日本の社会学者、神学者。日本基督教団牧師。立命館大学ほか非常勤講師。専門は社会学、クィア・スタディーズ。

## 来歴
京都府京都市東山区に生まれ、逗子市池子で育つ。横浜共立学園中学校・高等学校を経て、1991年同志社大学神学部卒業。1994年、同大学大学院修了（修士（神学））。2007年、大阪大学大学院人間科学研究科博士後期課程修了（博士（人間科学））。
自身がレズビアンであることからレズビアンの可視性を求め、フェミニスト神学との共闘を模索している。

## 著書

### 単著・共著
- 『「レズビアン」という生き方――キリスト教の異性愛主義を問う』2006年、新教出版社
- 『レズビアン・アイデンティティーズ』2015年、洛北出版
- 菊地夏野、堀江有里、飯野由里子、赤枝香奈子、清水晶子ほか 著、菊地夏野、堀江有里、飯野由里子 編『クィア・スタディーズをひらく2』晃洋書房、2022年3月30日。ISBN 978-4771035607。

### 論文
- 「フェミニスト神学との共闘可能性 （レズビアンの不可視性）を克服するために」『福音と世界』2006年2月号、新教出版社、59－65頁。
- 「プロテスタント教会と〈“ポスト”フェミニズム〉の可能性 ――日本基督教団における〈女たち〉の取り組みから」文科省科学研究費補助金